# 익스타파-지와타네호 국제공항

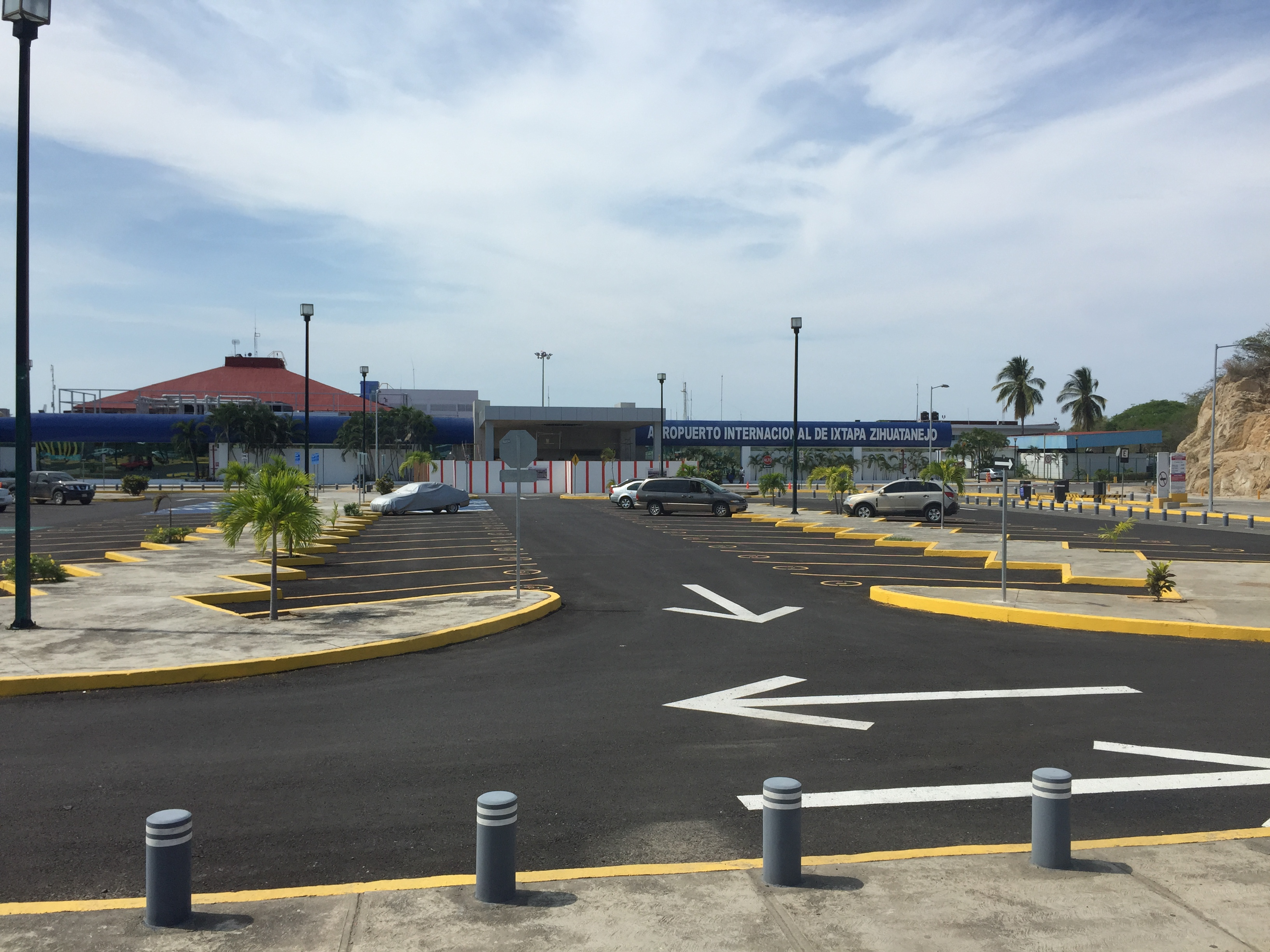

익스타파-지와타네호 국제공항(Ixtapa-Zihuatanejo International Airport, IATA: ZIH, ICAO: MMZH)은 멕시코의 태평양 해안 게레로주에 위치한 국제공항이다. 해변과 휴양지에 방문하는 연중 수천 명의 관광객을 받는다. 익스타파와 지와타네호시의 국내, 국제 항공 교통을 관할한다.
2019년 625,186명, 2020년 317,395명의 승객을 수용하였다.

## 갤러리

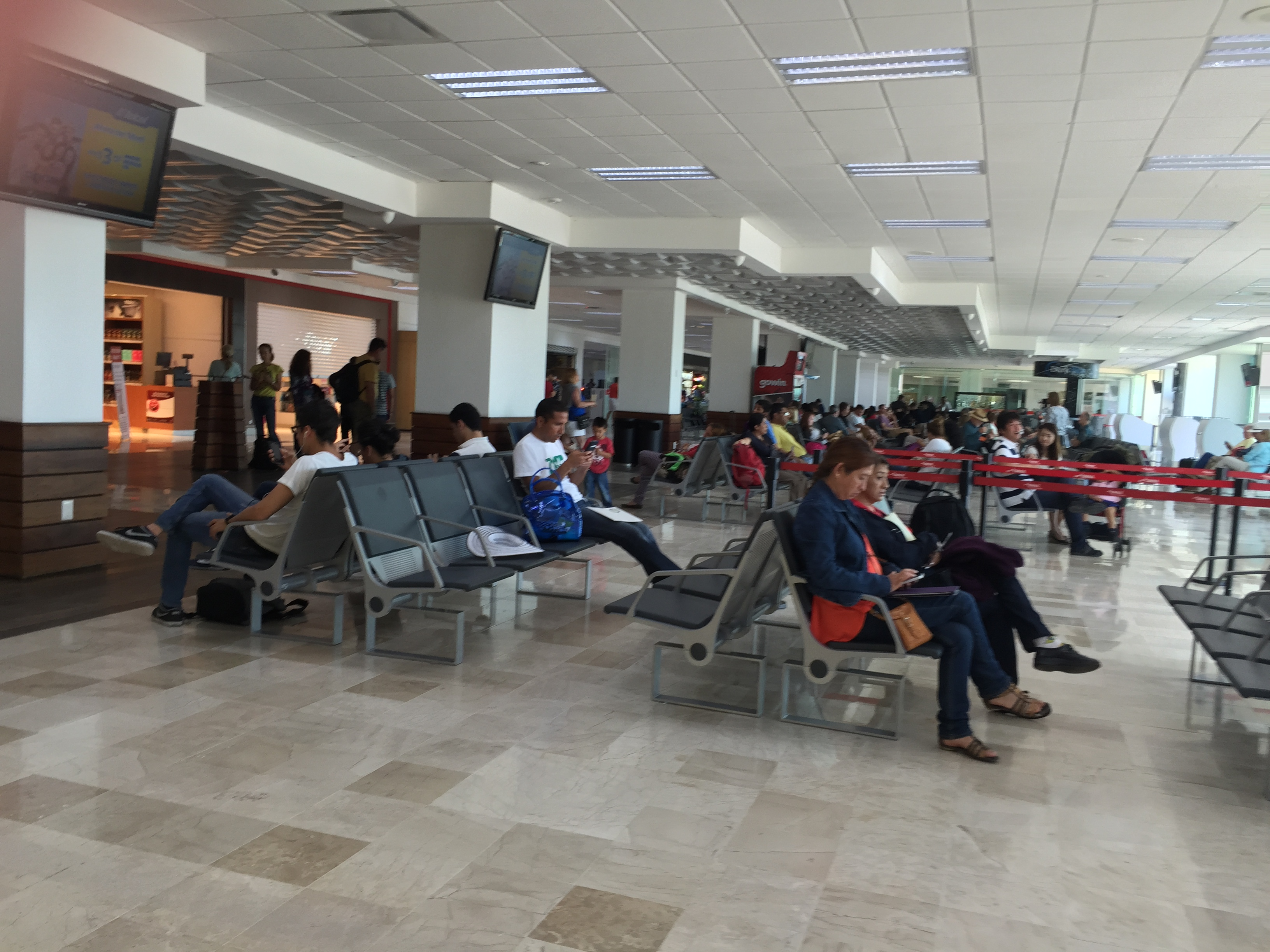
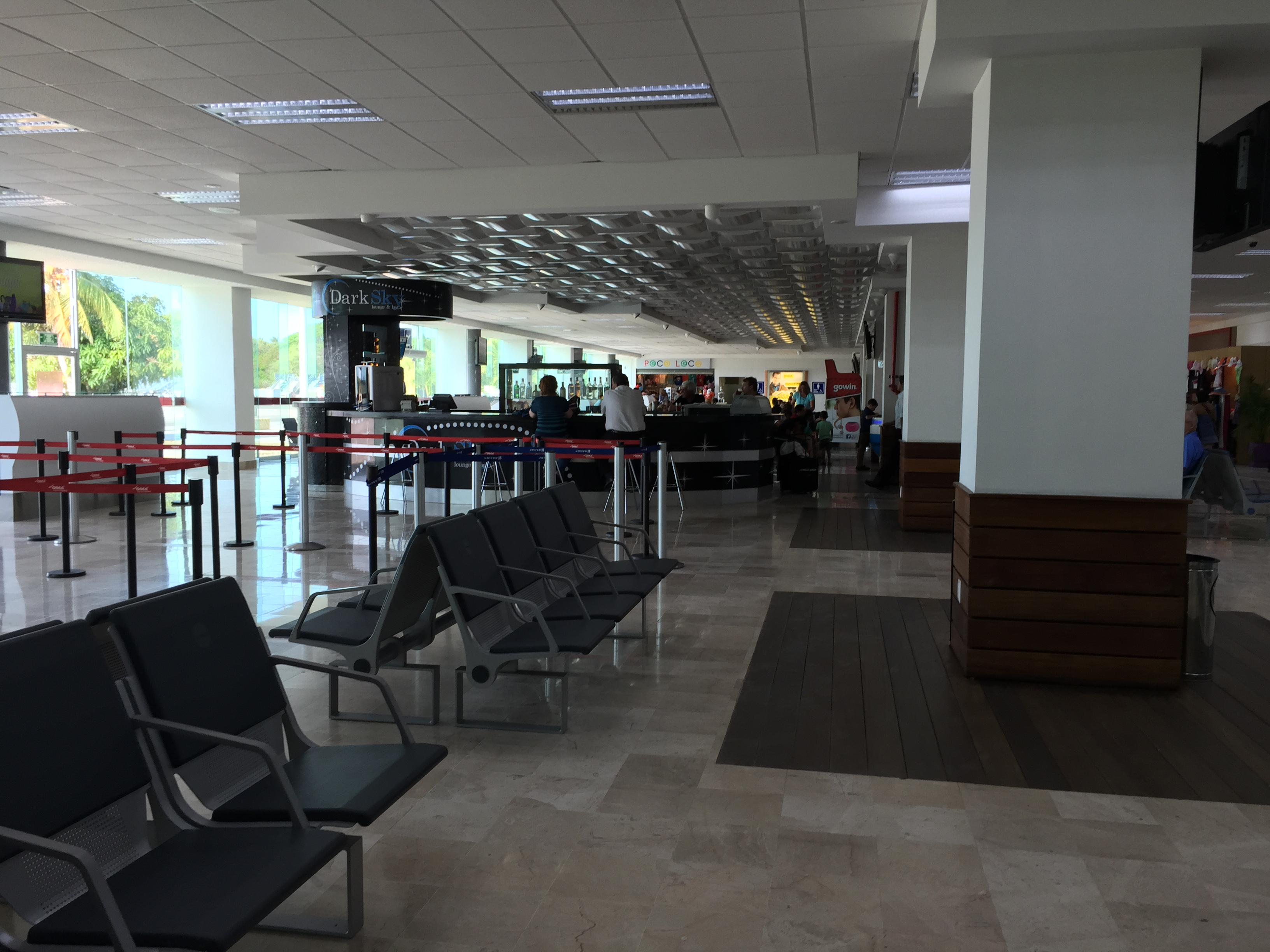
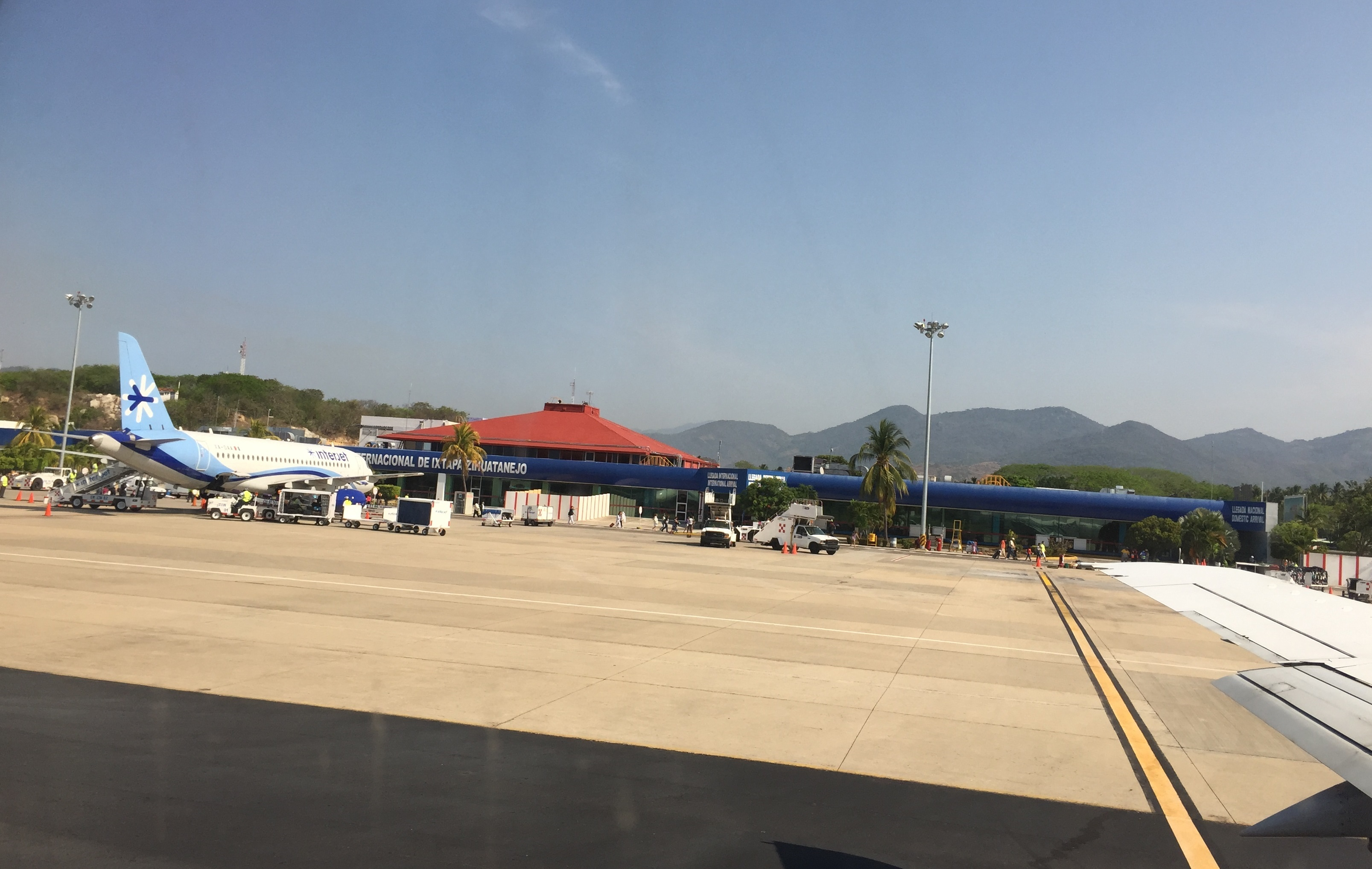
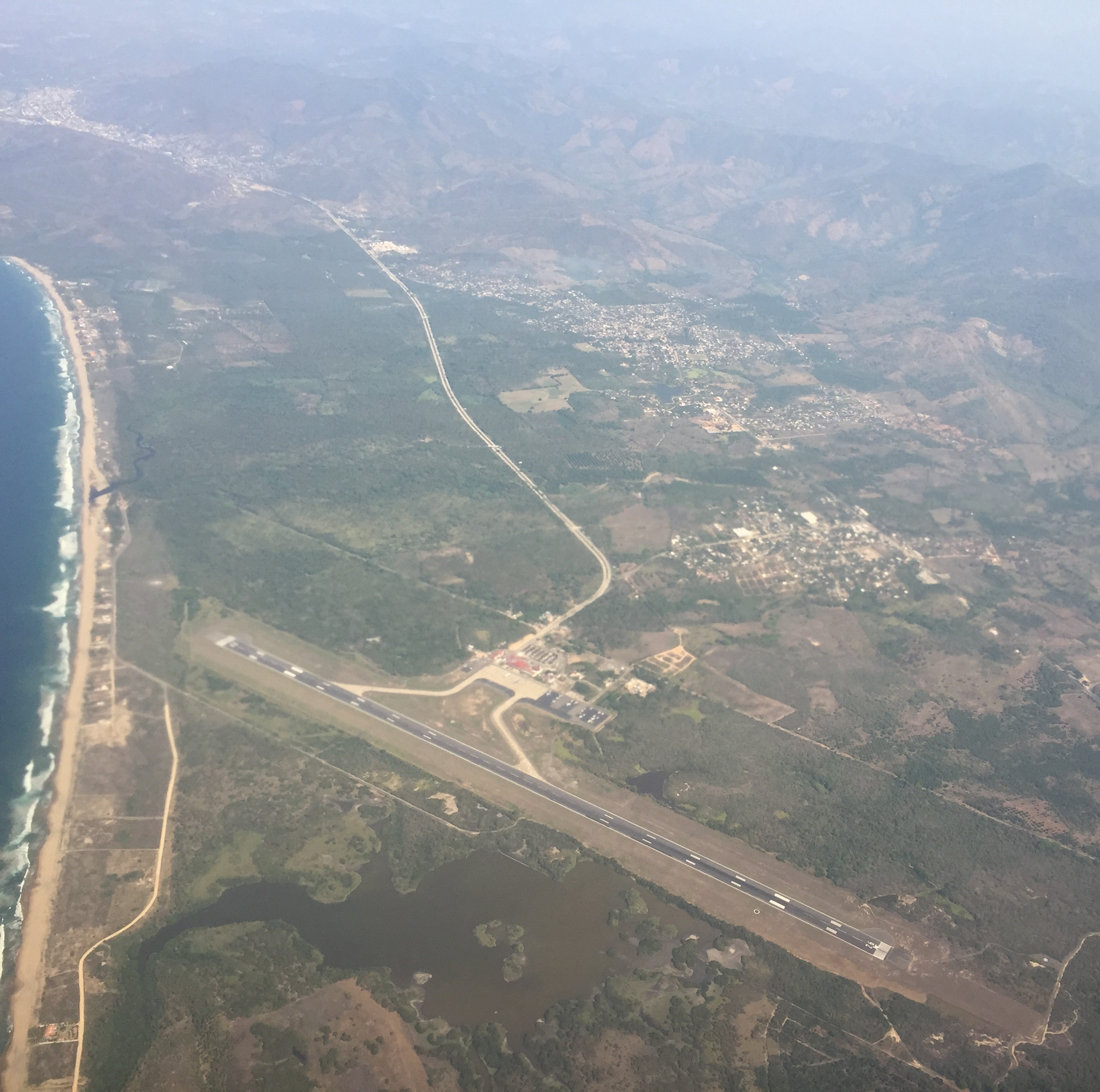

## 같이 보기
- ICAO 공항 코드 목록: M